# Wegestock Am Rüttenwege

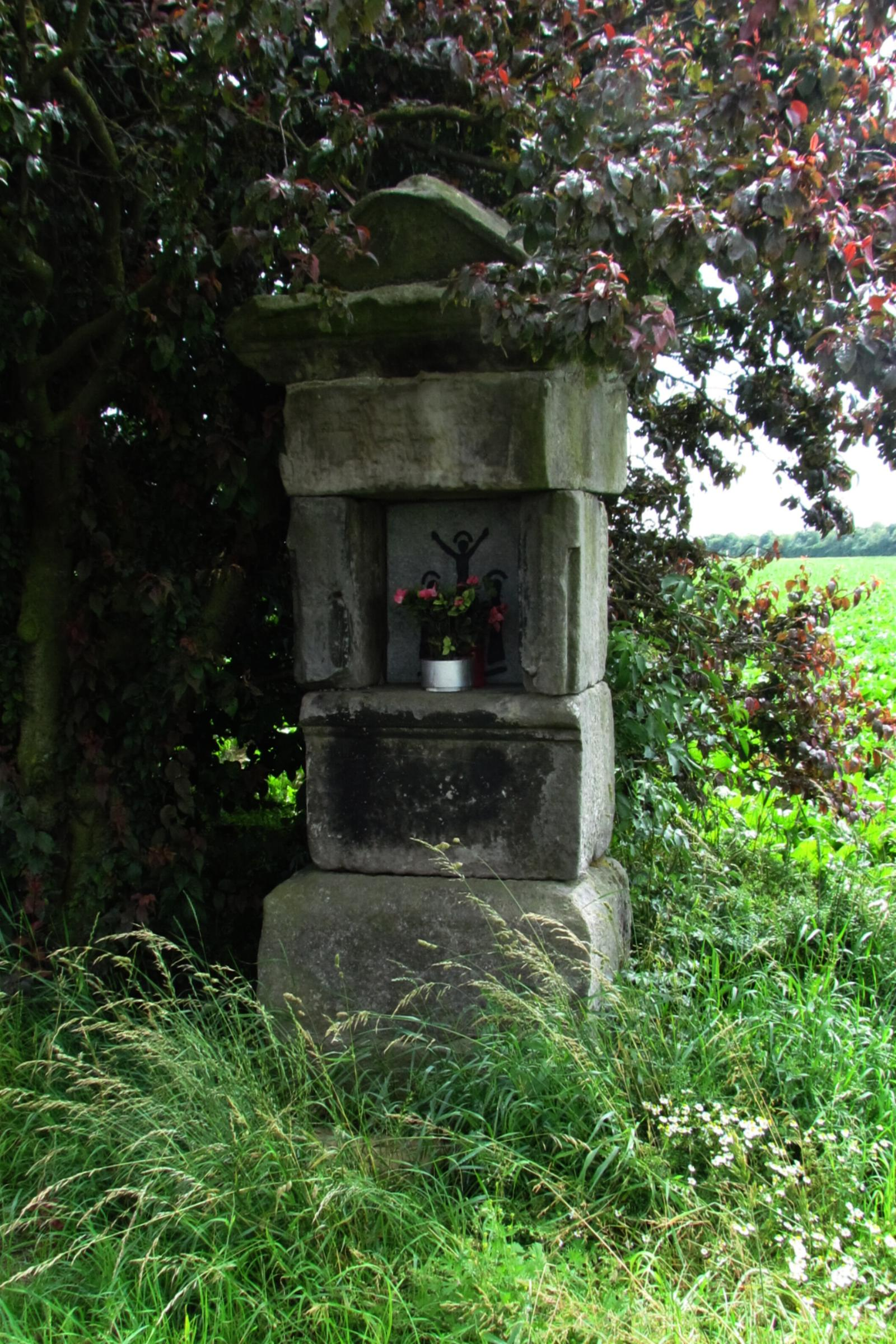
Wegestock

Der Wegestock Am Rüttenwege steht im Stadtteil Kleinenbroich in Korschenbroich  im Rhein-Kreis Neuss in Nordrhein-Westfalen.
Der Wegestock wurde um 1860 errichtet und unter Nr. 035 am 27. August 1985 in die Liste der Baudenkmäler in Korschenbroich eingetragen.

## Architektur
Der Bildstock wurde aus Sandsteinblöcken gefertigt.  Er steht auf einem quadratischen Grundriss mit einer quadratischen tiefen Nische mit einem Ölgemälde mit Kreuzigungsgruppe, übergiebelt mit kleinem Metallkreuz.